# Claudia Lozano
Claudia María Lozano Mendoza (Medellín, Antioquia, Colombia, 19 de julio de 1982) es una comunicadora social,  modelo y presentadora de televisión colombiana. Actualmente es presentadora de Show Caracol, sección de farándula de Noticias Caracol.

## Biografía
Claudia estudió Hotelería y Turismo. Inició en el mundo del modelaje a la edad de 20 años, gracias a su estatura de 1,80 m y su color de piel, que cautivó al diseñador John Miranda. Debutó de la mano de Miranda en Colombiamoda de 2001 en Medellín, donde fue premiada como la modelo revelación 2001. En 2003 hizo una participación especial en la película colombiana El carro.
Ha modelado en México y Europa, donde fue imagen de marcas como Venus, Desafío, Pinel, Andrea (en México) y H&M (en Madrid, España). También realizó una campaña para una colección de relojes de Dolce & Gabbana. Obtuvo el «Premio Cromos de la Moda» a mejor modelo en 2007. Ese mismo año, ingresa a Noticias Caracol para realizar cápsulas de informativas de entretenimiento, Actualmente es presentadora de la sección de entretenimiento del noticiero, llamado Show Caracol, en la emisión del mediodía, además realiza informes especiales para dicha sección.
Participó en el vídeo musical de la canción «Hoy tengo tiempo» de Carlos Vives, al lado de las modelos Toya Montoya y Melina Ramírez. En el día de  su cumpleaños, se comprometió con su pareja Rodrigo Ceballos, durante un viaje a España, y se casaron en Medellín el 9 de diciembre de 2017.

## Trayectoria
| Año         | Título           | Notas                           |
| ----------- | ---------------- | ------------------------------- |
| 2003        | El carro         | Participación especial          |
| 2007 - 2025 | Noticias Caracol | Presentadora de entretenimiento |

## Premios y nominaciones
| Año  | Premiación         | Trabajo nominado | Categoría                      | Resultado | Ref.   |
| ---- | ------------------ | ---------------- | ------------------------------ | --------- | ------ |
| 2014 | Premios TVyNovelas | Noticias Caracol | Mejor presentador de farándula | Nominada  | [ 9 ]  |
| 2015 | Premios TVyNovelas | Noticias Caracol | Mejor presentador de farándula | Nominada  | [ 10 ] |
| 2017 | Premios TVyNovelas | Noticias Caracol | Mejor presentador de farándula | Nominada  | [ 11 ] |